# Royal Football Club de Liège
Ne pas confondre avec le Royal Standard de Liège , un autre club liégeois.
Maillots
Actualités
Dernière mise à jour : 3 septembre 2019.

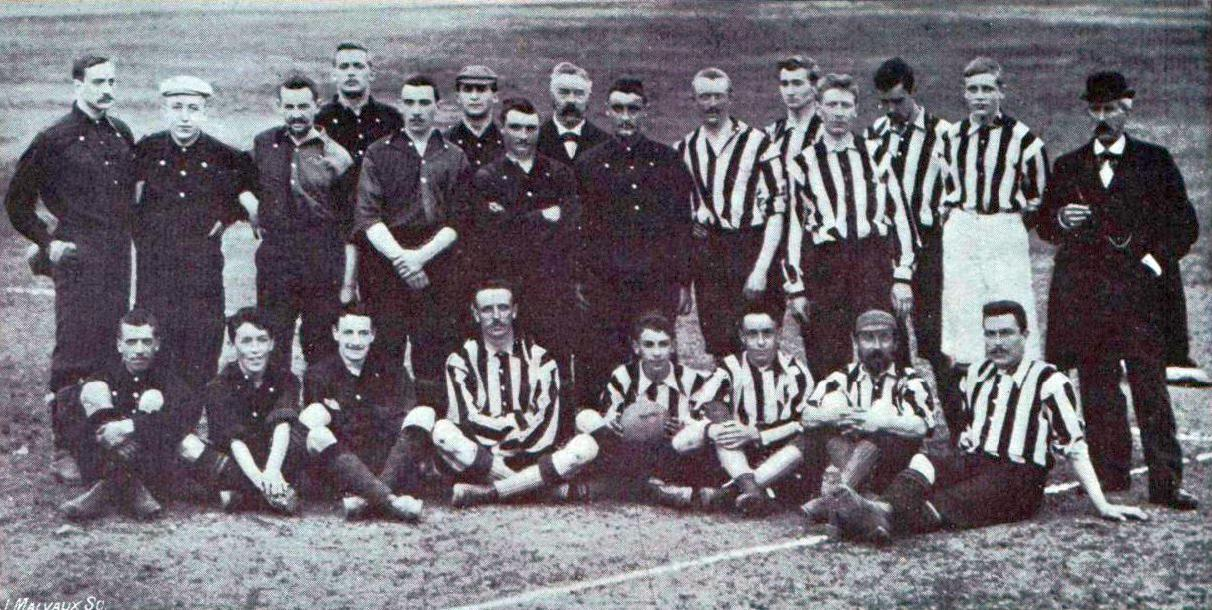
Royal Léopold Football Club contre Royal Football Club de Liège, à Spa le 4 octobre 1896 1.

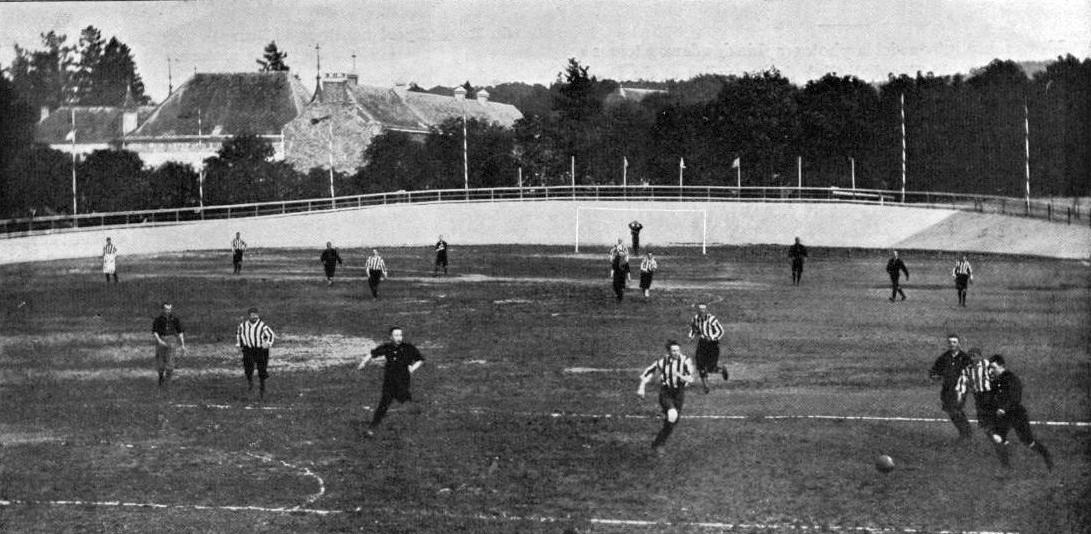
Royal Léopold Football Club contre Royal Football Club de Liège, à Spa le 4 octobre 1896 2.

Le Royal Football Club de Liège, anciennement le Football Club Liégeois, connu aussi dans les années 1990 sous le nom du Royal Tilleur-Football Club Liégeois, est un club de football belge, localisé dans la ville de Liège. Il évolue en division 2 (Challenger Pro League) lors de la saison 2023-2024. Il est le seul club belge à avoir toujours joué dans une division nationale depuis le premier championnat de Belgique.

## Histoire

### Genèse du club
À l'instar de bien d'autres endroits de par le monde, la ville de Liège et sa région découvrirent le football en raison de la présence de nombreux cadres et ouvriers anglais qui contribuaient, depuis le milieu du XIXe siècle, à l'installation et au développement du bassin industriel liégeois.
Un des premiers sites fréquentés par les joueurs de football fut le Parc de la Boverie où se trouvait un vélodrome. Les premiers pratiquants du sport cycliste furent aussi parmi les premiers à trouver intéressant ce jeu qui leur permettait de garder la forme durant la période hivernale. Dans Le nouveau livre des rues de Liège, il est précisé qu'il y avait un arbre au milieu du terrain.
En 1892 fut fondé Liège Foot-Ball Club, par des membres du Liège Cyclist's Union qui initièrent, le même jour, la « Doyenne », Liège-Bastogne-Liège, la plus ancienne course cycliste. Le premier match officiel du Liège FCB eut lieu à Bruxelles, face au Bruxelles Football Association. Les Liégeois jouèrent cette partie en étant vêtus de maillots rayés jaunes et noirs. Sur un terrain mesurant 200 mètres sur 100 mètres, les Bruxellois s'imposèrent 4 à 0. Lorsque l'hiver prit fin, les membres du club reprirent d'autres activités plus printanières ou estivales tel le tennis ou le cyclisme. L'automne suivant, les entraînements de football reprirent. Le succès fut au rendez-vous et les inscriptions se multiplièrent. Une revanche contre Bruxelles Football Association se déroula sur le nouveau terrain du club, dans les jardins du château de Sclessin. L'équipe porta cette fois des vareuses rouges et bleues. Le choix de ces deux couleurs s'expliquait par le fait que plusieurs Anglais, jouant au Liège FBC, venaient d'un club appelé Dulwich Hamlet (en) (dans la banlieue de Londres) et dont les couleurs étaient le Rouge et le Bleu. Les Liégeois l'emportèrent 3-1.

### Premier champion de Belgique puis deux autres titres auXIXesiècle
En 1895, sous l'appellation Football Club Liégeois, le club devint un des dix membres fondateurs de l'UBSSA (future URBSFA). Le club fut le premier Champion de Belgique en 1896. Il remporta deux autres titres en 1898 et 1899. Auteur de trois succès, le FC Liégeois gagna définitivement la « Coupe de Championnat ». Durant les saisons suivantes, les Sang et Marine jouèrent les utilités face à la domination surtout des équipes bruxelloises.
En avril 1898, un groupe d'élèves du Collège Saint-Servais déçus par le FC Liégeois décidèrent de créer leur propre équipe qu'ils baptisèrent Standard Football Club Liégeois. Pour leur première partie, ils portèrent des maillots rouges prêtés par le plus ancien club.

En 1910, le FC Liégeois fut le premier ancien champion de Belgique à être relégué de la plus haute division. Le club n'y réapparut que lors de deux saisons (1912-1913 et 1923-1924). Faisant à chaque fois l'ascenseur, le matricule 4 dut patienter jusqu'à la Seconde Guerre mondiale avant de pourvoir retrouver durablement l'élite belge.
Lors des deux derniers championnats joués durant le second conflit mondial, le R. FC Liégeois conquit deux titres consécutifs aux 3e et 2e niveaux nationaux, à cette époque, respectivement appelés Promotion et Division 1.
La saison 1944-1945 fut arrêtée en raison des événements (Bataille des Ardennes, Avancée sur Berlin puis Capitulation de l'Allemagne nazie). Au moment de l'interruption, le R. FC Liégeois occupait la 4e place en Division d'Honneur.

### Années 1950:4eet5etitres
Ce fut donc en 1945-1946, que le matricule 4 rejoua une saison complète parmi l'élite belge et y resta durant les cinquante saisons suivantes. Le début des années 1950 vit le club doté d'une génération talentueuse qui s'adjugea deux titres nationaux consécutifs : les 4e et 5e de l'Histoire du club, mais qui, en date d'aujourd'hui, restent les derniers. Une particularité de ces deux sacres fut qu'ils étaient à cheval sur une réorganisation des compétitions belges. En 1952, le R. FC Liégeois fut le dernier vainqueur de la Division d'Honneur et en 1953, le premier couronné de l'appellation Division 1.
Dans les rangs de l'équipe liégeoise, il y avait entre autres, Pol Anoul l'Homme de Colombes, Louis Carré la panthère noire, Paul Deschamps, José Moes...
Quelques années plus tard, le club liégeois s'illustre lors du championnat 1958-1959 en terminant deuxième avec un petit point de moins que le RSC anderlechtois, champion, et un point de plus que son rival liégeois du Standard.

### Années 1960
Les Liégeois obtiennent deux ans plus tard un autre titre de vice-champion de Belgique (le dernier à ce jour) en 1961, bouclant ce championnat à quatre points de leur voisin et rival du Standard et offrant à Victor Wégria le titre de meilleur buteur de la compétition avec 23 buts.
En 1964, le RFC Liège parvient en 1/2 finales de la Coupe des Villes de Foire (ancêtre de la Coupe UEFA ou Ligue Europa) face au Real Saragosse, futur vainqueur de l'épreuve, et n'est éliminé qu'au cours d'un troisième match d'appui. Les joueurs cadres de cette équipe étaient Guy Delhasse (gardien de but), Albert Sulon, Émile Lejeune, Gérard Sulon, Victor Wégria et Claude Croté.
Entre 1965 et 1980, les résultats furent en dents de scie mais le club trouva son salut dans sa célèbre tradition de club formateur et put compter sur de jeunes joueurs talentueux. Au croisement des décennies 1950/60, le R. FC Liégeois fut deux fois vice-champion de Belgique. En 1961, il échoua à quatre points de son rival du Standard. Ce fut la dernière fois, jusqu'à nos jours, que deux équipes d'une même ville occupèrent les deux premières places du classement final de la plus haute division belge.

### La période Jules Georges (1971-1981)
Jusqu'au terme des Sixties, le Club Liégeois termina toujours dans le top 10 de la Division 1. En 1971, la Présidence du R. FC Liégeois est reprise par Jules Georges. Ayant fait fortune comme ferrailleur (récupération de fer et métaux), J. Georges s'avéra être l'homme de la situation pour le passage vers l'ère professionnelle cette fois de manière officielle. La gestion resta prudente, les résultats modestes mais surtout le club resta sain financièrement. Durant les années 1970, le Great Old wallon ne décrocha qu'une 6e place en 1974 pour ce qui fut la dernière saison avant la création de la Ligue professionnelle de football en Belgique. La suite fut délicate et en 1979, la relégation ne fut évitée que de justesse (2 points de mieux que La Louvière, premier descendant)

### La période André Marchandise (1981-1992)
Dans le courant des années 1980, le R. FC Liégeois retrouva un peu d'espoir. En 1981, l'homme d'affaires André Marchandise devint administrateur du club puis fut élu vice-président en 1984. En 1983, le Président Jules Georges décéda, non sans avoir apporté un dernier coup de pouce à son club : le retour de Robert Waseige comme entraîneur. Celui-ci restera à ce poste pendant neuf saisons et plus de 350 matches, soit jusqu'en 1992.
En 1987, André Marchandise, âgé alors de 37 ans, devint, le 1er avril 1987, le plus jeune Président de Division 1 en succédant à Edgard Hollange, à la tête du plus vieux club wallon. En 1982, le matricule 4 se sauva d'un point devant Beringen. Par contre en 1985 et 1989, le R. FC Liégeois décrocha la plus petite marche du podium final.
Cette troisième place qualifie les Liégeois pour la coupe UEFA 1989-1990 où ils vont réaliser un beau parcours européen, éliminant successivement les Islandais d'ÍA Akranes, les Écossais d'Hibernian Football Club et les Autrichiens du Rapid Vienne avant de butter en quarts de finale sur l'équipe allemande du Werder Brême (défaite 1-4 à Rocourt mais victoire 0-2 à Brême). Ambitieux, le président Marchandise propose un sondage qui, avec plus de 90% de "oui" accepte un changement de dénomination: le club devient le R. FC de Liège, le 1er juillet 1989. Le but est, entre-autres, une reconnaissance plus aisée pour un club voulant être régulièrement présent lors des coupes européennes.
En 1990, le R. FC Liège refuse de libérer un de ses joueurs : Jean-Marc Bosman. En fin de contrat, celui-ci vit son salaire réduit fortement (75 %). Il s'engagea avec le club français de l'USL Dunkerque, mais le club belge n'accepta jamais de laisser partir son joueur qui entama une action en justice. Au bout de 5 ans de procédure, Bosman obtint gain de cause. Le principe des transferts fut dès lors totalement remis en question. Les méthodes de travail du football au niveau mondial s'en trouva bouleversé.
En 1990, le club remporte la Coupe de Belgique qui reste à ce jour le dernier trophée du club. Les Liégeois gagnent cette coupe par 2 buts à 1 (buts de Luc Ernès et Nebosja Malbasa) contre le Germinal Ekeren. 

#### Le dernier exploit en Europe (1990-1991)

Cette victoire de la Coupe de Belgique permet aux Sang & Marine de participer à la coupe des coupes 1990-1991. Comme la saison précédente en coupe UEFA, les Rouges et Bleus réalisent un parcours européen plus qu'honorable en atteignant les quarts de finale de la compétition où ils sont sortis par la Juventus de Roberto Baggio. Auparavant, les Liégeois avaient éliminé les Norvégiens du Viking Stavanger et les Portugais d'Estrela Amadora. Ce sera jusqu'à ce jour la dernière participation du club liégeois à une coupe européenne. Pour cette ultime confrontation européenne, les Liégeois alignés le 20 mars 1991 à la Juventus de Turin étaient Jacky Munaron, Bernard Wégria, Moreno Giusto, Jean-Marie Houben, Jean-François De Sart, Frédéric Waseige, Danny Boffin, Zvonko Varga, Nebosja Malbasa, Eddie Krnčević et Luc Ernès ainsi que Didier Quain et Ronald Foguenne montés au jeu. L'entraîneur était Robert Waseige. En mars 1991, le plus vieux club wallon encore en activité qui prépare son Centenaire change une nouvelle fois d'appellation et devient le Royal Club Liégeois.
Hélas ce que les supporters pensent être un signe de renouveau s'apparente à un chant du cygne. En fin d'année 1992, André Marchandise demande à être déchargé de ses fonctions de président. L'homme explique sa décision par des activités professionnelles à l'étranger trop prenantes pour pouvoir être cumulées à celles requises par la gestion d'un club professionnel (Au début du 21e siècle, André Marchandise devenu rentier s'installera en Suisse et est essentiellement actif dans le philanthropique et caritatif).

### La fin du Stade Vélodrome, le déclin et la relégation (1991-1995)
Le club rebaptisé Royal Club Liégeois entra alors dans une zone de turbulences financières. À l'été 1991, la vente de plusieurs joueurs importants au RSC Anderlecht comme le gardien but Ranko Stojić, Jean-François De Sart, Jean-Marie Houben et Danny Boffin ne suffit pas à équilibrer des comptes de plus en plus en déficit. Bien que diminués par tous les départs, les Sang et Marine parviennent à se maintenir encore pendant trois saisons en division 1 grâce à de jeunes talents prometteurs comme Éric Deflandre, Pascal Renier ou Ronald Foguenne, à la présence ponctuel de joueurs confirmés comme Lei Clijsters et au coaching de l'entraineur débutant Eric Gerets mais en se trouvant chaque fois dans la seconde moitié du tableau.
Dans le courant de la saison 1994-1995, le stade vélodrome (qui hébergea quatre championnats du monde cyclistes sur piste et de nombreuses autres épreuves) fut déclaré "non-conforme". En novembre 1994, certains membres de la direction du club prennent contact avec la fédération car elle craint pour ses pylônes d'éclairage "pourri par la rouille". Le club cherche temporairement refuge ailleurs, puis une fois les pylônes démontés et le danger écarté, on décide de jouer à domicile à la lumière du jour. Peu après ce choix, le toit de la grande tribune debout menace de s'effondrer. L'équipe est contrainte de terminer la saison en demandant asile au Standard et à Eupen. Le stade et son site sont vendus à des promoteurs qui rasent l'enceinte et bâtissent un complexe cinématographique (Kinepolis de Rocourt).

#### Hold-up légal
Avec cette vente du stade, certains parlent d'un "hold-up légal". Nombreux sont ceux qui ne digèrent ni ces événements, ni la vente du stade mythique à des promoteurs immobiliers, ni l'immobilisme des responsables communaux, ni des pratiques considérées "douteuses". Ainsi deux sociétés sont créés. Une, la "Société du Stade de Rocourt" se compose du stade et de son patrimoine. L'autre dénommée "Football Club Liégeois" contient le club RC Liégeois, le staff technique et les joueurs sous contrat ainsi que divers mobiliers et/ou matériel sans grande valeur. Lors de l'épisode des pylônes d'éclairage, un arrêt communal interdit les matchs en nocturne. Après celui du toit de la tribune debout, c'est un autre arrêté communal qui interdit toutes rencontres ! Un bel acharnement pour "chasser" le matricule 4 de chez lui... Il est bon de rappeler que ces faits se déroulent en 1994-1995, soit presque 10 ans après la tragédie du Heysel. Les normes d'homologation des stades ont déjà, une première fois, été revus à la hausse, surtout par l'UEFA. Or, le mercredi 30 septembre 1992, étant interdit de stade et devant jouer à plus de 200 kilomètres de son Jan Breydelstadion, le Club Brugge KV "a pu accueillir", avec la bénédiction de l'UEFA, le Maccabi Tel-Aviv FC au stade Jules Georges (victoire 3-0) dans le cadre du premier tour de la Ligue des Champions 92-93. Un stade, même ancien, peut-il se désagréger totalement en l'espace de 18 mois ? Les personnes présentes en février 1997 lorsque les bulldozers entament leur "sale travail" peuvent constater que le toit de la tribune debout, décrété dangereux plus de deux ans plus tôt, est encore solidement ancré sur ses bases...

Au terme de la saison 94-95, des accords furent conclus avec les dirigeants de Tilleur, en vue d'une fusion. Mais la Fédération belge si elle n'enregistre le changement d'appellation, refuse la fusion demandée (e.a. pour cession de patrimoine incomplète). Alors que le matricule 21 de Tilleur est radié, le "Old Club" s'installe au stade de Buraufosse en prenant le nom de Royal Tilleur Football Club Liégeois (en abrégé RTFCL).

### Renvoi en division 3 au bout de 52 ans (1995)

Relégué sportif, car dernier de la Division 1, le club boit le calice jusqu'à la lie car il n'obtient pas sa Licence pour le football rémunéré. Il est donc renvoyé en Division 3. Cinquante-deux ans après l'avoir quitté en champion, le matricule 4 se retrouve au 3e niveau du football belge par décision administrative.

### Division 2 comme Tilleur-Liège puis R.FC de Liège (1996-2003)
Le RTFCL remporte directement le titre de Division 3 et revint dans l'antichambre de l'élite. Le club y séjourna 7 saisons, mais sa situation financière ne s'arrange pas. En 2000, ne pouvant rester à Buraufosse (le stade ne peut être mis en conformité avec les exigences de la D2 qu'à raison de coûts importants que la commune de St-Nicolas ne peut supporter), le club trouva alors refuge au stade du Pairay à Seraing dont le club résident, le R. FC Sérésien a été absorbé en 1996, par le Standard. À la suite de nouvelles démarches administratives visant à alléger ses dettes (une cession de patrimoine est effectuée), le club doit en vertu des règlements prendre une dénomination différente. Il revient à l'appellation de R. FC de Liège, qui ne change plus durant les vingt-cinq ans qui suivent. Par contre, pour ce qui est de son « stade de résidence », le club n'est pas encore aux bouts de ses « soucis et migrations ».
En 2003, le club subit une nouvelle rétrogradation administrative (le dossier rentré ne contenant pas de garantie bancaire = pas de licence pour la D2) qui se prolonge par un échec sportif la saison suivante et la descente en Promotion, un niveau auquel n'a jamais évolué le club en 111 saisons d'existence !

### Divisions 3 et 4 (Promotion) (2003-2008)
Pour la première fois de son histoire au 4e niveau de la hiérarchie, le club émigra vers le Stade Communal d'Ans. Monsieur Jules Dethier reprend la direction d'un club en faillite, en plein doute et criblé de dettes. Modeste neuvième (sur seize), le R. FC Liège reste sous la menace d'une nouvelle rétrogradation administrative (à cause des dettes précitées). Le club allait-il quitter les divisions nationales pour la première fois de son existence ? Cela aurait sans doute signifié la mort du matricule 4 à brève échéance. Mais le club trouve des arrangements et évite le pire.
En 2006, via le Tour final de Promotion, le club gagne le droit de remonter au 3e échelon. 

### Brève remontée en division 2 (2008-2010)
Le 27 avril 2008, le R. FC Liège s'impose à Verviers et remporte le titre de Division 3 série B. Il remonte ainsi en Division 2. L'aventure dure deux saisons (11e place en 2009) puis c'est un nouveau recul vers la D3 à la suite de la dernière place du classement obtenue en 2010.

### Retour en divisions 3 et 4 (Promotion puis D1 et D2 Amateur et Nationale 1) (2010-2023)
Entre-temps, le matricule connut un nouvel épisode tragicomique dont il a le secret. Le Président Jules Dethier quitte ses fonctions «sous la pression politique», à la suite de différends avec le Ministre régional feu Michel Daerden (PS), homme fort en région liégeoise. Dans le courant de la saison 2009-2010, Dethier revient aux affaires à la suite de la défection de la direction qui lui succède et qui manifestement ne parvient pas à redresser les finances du club.
En 2010-2011, le nouveau stade, promis par les édiles politiques, reste encore à l'état de projet. Jules Dethier et ses compagnons du moment tentent de maintenir à flot le vieux radeau "matricule 4". Se maintenir en D3 et surtout assainir les finances sont leurs seuls objectifs. Ils semblent y parvenir, mais pour combien de temps ?
Le 11 septembre 2010 le RFCL a joué son 3 000e match officiel. Ce qui en fait le club belge ayant disputé le plus grand nombre de rencontres officielles en divisions nationales et le seul à avoir participé, en divisions nationales, à tous les championnats (L'Antwerp FC (matricule 1) n'ayant pas participé au championnat 1900-1901).
Le 28 décembre 2010, une éclaircie dans la grisaille du club liégeois : le comité a voté à l'unanimité le changement administratif de l'ASBL en SA.
Le 25 février 2011, un rapprochement avec le R. FC Seraing est envisagé pour assurer la pérennité du club. Néanmoins quelque conditions sont requises; entre autres, qu’un tel rapprochement conduise à garder deux pôles d’équipes de jeunes avec une localisation liégeoise et une localisation sérésienne, en vue de préserver leur identité respective,.
Le 25 juin 2011, à la suite de la mise en liquidation volontaire votée par l'AG de l'ASBL "Royal Football Club de Liège", l'Assemblée Générale vote à l'unanimité en faveur du projet de reprise recommandé par Me Kerstenne, liquidateur désigné. Ce projet, porté par une SA capitalisée à hauteur de 600 000 euros, est emmené par un duo, Me Jean-Paul Lacomble, avocat liégeois, et Léon Van Rymenam, ancien président du R. FC Sérésien. Ils se sont entourés d'investisseurs locaux afin de constituer la nouvelle équipe dirigeante du club. Elle visera à stabiliser le club, épurer la dette progressivement et reconstruire une infrastructure pour l'École des Jeunes sur un site que devrait prochainement acquérir la Ville de Liège à cette fin à l'ancienne caserne, à cheval sur Ans et Rocourt.

#### Le retour à Rocourt (2015)
En 2015, le club liégeois est enfin de retour à Rocourt et dispute ses rencontres sur un terrain sis au no 80 de la rue de la Tonne, à environ 1 km au sud de l'ancien stade vélodrome. Ce terrain dispose d'installations et de tribunes provisoires.
Le 04 février 2018, le RFC Liège, qui a erré depuis plus de 20 ans sans stade, annonce la construction de son nouveau stade. En présence du Ministre-Président de la Région Wallonne, Willy Borsus, du Bourgmestre de Liège, Willy Demeyer et du Ministre Jean-Claude Marcourt, l’actuelle direction du club a paraphé les conventions qui lancent officiellement la création du futur stade du R. FC Liège.
Cette «Franki Arena», du nom de la société choisie pour l’édification du nouveau stade, présentera une capacité de 8 000 places places (extensible à 11 000) et devrait être opérationnelle pour l’entame de la saison 2019-2020. La présentation du futur stade a eu lieu en marge de la rencontre disputée (et remportée 3-2) face à Hamoir. Le club, qui évolue au 4e échelon du football national, a pour ambition de rejoindre au plus vite la D1 Amateurs, dernier échelon du football non rémunéré, avant de retrouver le foot pro.
Au terme de l'exercice 2016-2017, le matricule 4 échoue dans sa tentative d'atteindre le 3e niveau national. Gaspillant à domicile un avantage obtenu lors de la finale aller du tour final de Division 1 Amateur, il doit laisser la montée à l'Eendracht Alost.
Un an plus tard, de nouveau engagé dans le tour final de D2 Amateur, le R. FC de Liège ne se loupe plus. Éliminant successivement l'Olympic de Charleroi, La Louvière Centre, puis Mandel United, Liège atteint la finale décisive contre le Vigor Hamme, barragiste de D1 Amateur. Le 27 mai 2018, devant 4 000 supporters, le R. FC de Liège, déjà vainqueur (2-4) à l'aller, s'impose à nouveau (2-1) et gagne le droit de rejoindre la division 1 amateur (troisième échelon du football national) pour la saison 2018-2019.
Lors du championnat 2021-2022 de Nationale 1 (division 3), le club loupe de peu la montée après avoir remporté la phase régulière de ce championnat. Cependant, à la suite de deux défaites concédées face au FC Dender, il termine deuxième des play-offs à un point des Flandriens et reste au même niveau.

### Remontée en division 2 (2023)
Le 30 avril 2023, le club remonte en Challenger Pro League (division 2) et retrouve après 29 ans le monde professionnel. Entrainé par Gaëtan Englebert,
un ancien joueur du club, le club liégeois a terminé le championnat de division 3 (Nationale 1) à la deuxième place à égalité de points avec le leader limbourgeois, Patro Eisden Maasmechelen, possédant une victoire de plus que le RFCL. 
À la moitié de la phase régulière du championnat de division 2 2023-2024 (15 matches), les Liégeois pointent alors à la 6e place du classement de Challenger Pro League, synonyme de qualification pour des play-offs susceptibles de remontée possible en division 1.

## Le Club
Le club est fondé en 1892 sous le nom de Liége Football Club. Trois ans plus tard, en 1895, il est membre fondateur de l'U.B.S.S.A (future URBSFA) sous le nom de Football Club Liégeois. Il participe au premier championnat, est le premier Champion de Belgique en 1896 et totalise cinq titres de Champion de Belgique (1896, 1898, 1899, 1952, 1953) ainsi qu'une Coupe de Belgique en 1990.
L'existence du plus ancien club wallon encore en activités ne fut pas toujours un long fleuve tranquille. À différentes époques, il ne put se maintenir dans la plus haute division. Au total, le FC Liégeois aura malgré tout joué 67 saisons en Division 1, dont 50 consécutives entre 1945 et 1995. Depuis 1995, sa situation financière est sérieusement compromise et aggravée par l'absence de stade après la destruction du stade de Rocourt. La situation économique générale couplée à de nombreuses luttes internes n'arrangent pas les affaires du matricule 4.
En dépit de ses changements d'appellations, le club conserve un capital sympathie très élevé dans le monde du football belge.

## Palmarès
- Champion de Belgique : 5 (1896, 1898, 1899, 1952, 1953).
- Coupe de Belgique : 1 (1990) - Finaliste : 1 (1987)
- Coupe de la Ligue Pro : 1 (1986) - Finaliste : 1 (1973)
- Champion de D2 : 3 (1912, 1923, 1944) + 1 (1897[16]).
- Champion de D3 : 3 (1943, 1996, 2008).
- CE3 - Coupe des villes de foires : Demi-finaliste (1964).
- CE3 - Coupe UEFA : Quart de finaliste (1990).
- CE2 - Coupe des coupes : Quart de finaliste (1991).

## Anciennes appellations officielles
- 1892 : Liége Football Club
- 1895 : Football Club Liégeois
- 1920 : Royal FC Liégeois
- 1989 : Royal FC de Liège
- 1991 : Royal Club Liégeois
- 1995 : Royal Tilleur FC Liégeois
- 2000 : Royal FC de Liège

## Anciens logos

logo 1920 à 1950
logo 1950 à 1960
logo 1960 à 1970
logo 1970 à 1980
logo 1991 à 1995
logo 1995 à 1997
logo 1997 à 2000
logo 2000 à 2002

## Chronologie
- 1892 : fondation du Liége Football Club.
- 1895 : le Liège Football Club devient membre fondateur de l'U.B.S.S.A (future URBSFA) sous l'appellation Football Club Liégeois.
- 1896 : le Football Club Liégeois devient le 1er Champion de Belgique de l'Histoire.
- 1910 : le club est relégué en Promotion (D2), devenant ainsi le premier ancien champion national à quitter l'élite. Jusqu'en 1945, le club ne jouera plus que deux saisons dans la plus haute division.
- 17 février 1920 : le FC Liégeois est reconnu Société Royale et prend peu après le nom de Royal Football Club Liégeois.
- 28 août 1921 : inauguration du nouveau stade : le Stade Oscar Flesch, qui deviendra Stade Vélodrome Oscar Flesch lors du Championnat du Monde de cyclisme dans les années 50 à Rocourt, orthographié officiellement Rocour jusqu'en 1967.
- 1926 : le matricule 4 est attribué au RFC Liégeois.
- 1935 : relégation en Promotion (D3).
- 1945 : après deux montées successives pendant la Seconde Guerre mondiale, le RFC Liégeois retrouve la Division 1.
- 1952 : le RFC Liégeois est sacré Champion de Belgique pour la 4e fois, 53 ans après son 3e titre. - Ce fut la dernière saison de l'appellation : Division d'Honneur.
- 1953 : le RFC Liégeois est sacré Champion de Belgique pour la 5e fois. C'est son dernier titre en date.
- 1964 : le RFC Liégeois dispute les demi-finales de la Coupe d'Europe des Villes de Foire (ancêtre de la Coupe de l'UEFA). Il est éliminé par le Real Saragosse.
- 1986 : le RFC Liégeois remporte la Coupe de la Ligue Pro.
- 1er juillet 1989 : Changement d'appellation en Royal Football Club de Liège.
- 1990 : le Royal Football Club de Liège remporte la Coupe de Belgique. Cette même année, le club refuse de laisser partir son joueur Jean-Marc Bosman pourtant en fin de contrat. Le joueur entame une procédure juridique qui prend alors 5 ans.
- 9 mars 1991 : changement d'appellation en Royal Club Liégeois.
- 1995 : le club est sanctionné par une rétrogradation en Division 3 (à la suite d'une tentative non réglementaire de fusion), alors qu'il vient de passer 50 saisons consécutives parmi l'élite belge : le 1er juillet, le Royal Football Club Liégeois souhaite fusionner avec le Royal Tilleur Football Club, mais la fédération belge n'entérine pas cette démarche, pour non-respect des règlements fédéraux et du droit des sociétés. Alors que Tilleur démissionne, le matricule 4 adopte le nom de Royal Tilleur Football Club Liégeois (RTFCL).
- 15 décembre 1995 : la Cour de justice des Communautés européennes donne raison à Jean-Marc Bosman. Cette décision permet aux joueurs en fin de contrat de devenir libres et aux clubs européens de recruter autant de ressortissants de l'Union Européenne qu'ils le souhaitent.
- 1996 : le club remonte directement en Division 2 et y reste 7 saisons.
- 1er juillet 2000 : Changement d'appellation en Royal Football Club de Liège.
- 2003 : Le club dispute sa 100e saison en séries nationales. Classé 7e en D2, le club ne reçoit pas sa Licence pour le football rémunéré et est renvoyé administrativement en Division 3 où il doit commencer le championnat avec une pénalité de 3 points.
- 2004 : Battu lors du Tour final de Promotion (aux tirs au but par le White Star Woluwe), le club est relégué au 4e niveau de la hiérarchie pour la première fois de son existence.
- 2006 : Le club remonte en Division 3 après le Tour final de Promotion (Division 4).
- 2008 : Le Royal Football Club de Liège est Champion de Division 3 et remonte en Division 2.
- 2010 : Après deux nouvelles saisons passées en Division 2, le club redescend en Division 3.
- 2011 : Après une nouvelle saison tourmentée, le club est à nouveau relégué un étage plus bas.
- 2015 : Après plusieurs saisons en Promotion, le club est champion en 2015 et remonte en D3, où il évolue à nouveau à Rocourt sur un terrain lui appartenant.
- 2018 : Ayant terminé deuxième de la saison régulière, le club doit disputer les barrages pour accéder à la division supérieure. Les Liégeois se hissent jusqu'en finale qu'ils remportent contre l'équipe du K. FC Vigor Wuitens Hamme (2-4 ; 2-1). Le RFC Liège monte en D1 Amateur.
- 2023 : Monté du club en Challenger Pro League (Division 2) à la suite de leur seconde place.

## Terrains & Stades
| \| Nouveau Stade de Rocourt Parc de la Boverie Château de Sclessin Terril du Bois d'Avroy Champ d'Oiseaux Renory Stade Vélodrome Buraufosse Pairay Gilles Magnée \| Localisation des différentes installations qui ont accueilli le RFCL |
| Nouveau Stade de Rocourt Parc de la Boverie Château de Sclessin Terril du Bois d'Avroy Champ d'Oiseaux Renory Stade Vélodrome Buraufosse Pairay Gilles Magnée                                                                            |

Voici rapidement inventoriés les stades qui ont accueilli le premier club wallon de football :
- 1892-1893 : Vélodrome du Parc de la Boverie
- 1893-1896 : Jardins du Château de Sclessin (stade qui verra Liège remporter le premier titre de champion de Belgique)
- 1896-1897 : Terril du Bois d'Avroy
- 1897-1915 : Cointe - Plaine du Champ d'Oiseaux
- 1915-1921 : Angleur - Renory
- 1921-1994 : Stade Vélodrome Oscar Flesch à Rocourt
- 1994-1995 : Sans stade, le club fut accueilli à Eupen et loua le stade de Sclessin pour terminer le championnat 1994-1995
- 1995-1999 : Stade de Buraufosse à Tilleur
- 1999-2004 : Stade du Pairay à Seraing
- 2004-2008 : Ans - Plaine des sports de la rue Gilles Magnée
- 2008-2015 : Stade du Pairay à Seraing
- 2015-... :  Stade de Rocourt à Rocourt - Rue de la Tonne

Avec la remontée en D2, le club a dû quitter le Stade Communal d'Ans situé rue Gilles Magnée, à Ans (à 5 km du centre de Liège) qui l'avait accueilli quelques saisons. Un accord a été trouvé pour jouer temporairement durant la saison 2008-2009 au Stade du Pairay, situé Rue de la Boverie à Seraing. Le temps qu'un nouveau stade soit enfin construit pour lui, le RFCL pourrait ensuite retourner dans le Stade de Buraufosse à Tilleur mais aussi prolonger son séjour au Pairay ou alors s'exiler à Tongres ou Verviers.
Concernant le nouveau stade, aucun projet n'est encore définitif. Un stade devait voir le jour en 2007 déjà à Alleur, à côté du nouveau centre de formation du club. Mais depuis ce projet promis par les politiques a été abandonné. C'est à Rocourt, sur les hauteurs de Liège, que le RFCL fut pendant plus de 70 ans propriétaire de son stade, immense vaisseau qui fut aussi le témoin de quatre championnats du monde de cyclisme sur piste. Le Stade Vélodrome de Rocourt (aussi appelé le stade Oscar Flesch) reste historiquement le stade qui fait référence. Mais l'histoire du club a connu, à ses débuts et depuis la démolition du stade de Rocourt, de nombreux déménagements.
Le projet d'un nouveau stade est lancé avec l'aide de la Ville de Liège. Il sera édifié rue de la Tonne à Liège, à quelques centaines de mètres de l'ancien stade-vélodrome.
Le 16 mars 2015, le Ministre des Sports de la Fédération Wallonie- Bruxelles signe l'acte visant à octroyer le subside destiné à financer le début des travaux de l’école des Jeunes du club à Rocourt ; à l'occasion de la conférence de presse, les médias apprennent qu'en raison de la détérioration de la pelouse du Stade du Pairay que partagent Liège et le RFC Seraing, le deuxième cité ne reconduira pas la location du Stade Communal pour la saison 2015-2016.
Malgré cela, les dirigeants du R.F.C.L parviennent à obtenir les dérogations nécessaires pour que le Matricule 4 revienne sur ses terres historiques plus tôt que prévu. C'est ainsi qu'en attendant la construction de l'enceinte définitive des Sang et Marine à Rocourt (2017), le club jouera sur un des terrains synthétiques de son École de Jeunes. Pour ce faire, deux tribunes tubulaires d'une capacité totale de 2.250 places seront installées durant les travaux.
Fin 2018, l'école des jeunes réintègre le site de Wihogne, fraîchement rénové.

## Classements séries nationales
Statistiques mises à jour le 3 décembre 2024 (terme de la saison 2023-2024)

### Bilan
| Niv | Divisions     | Jouées | Titres | TM Up | TM Down |
| --- | ------------- | ------ | ------ | ----- | ------- |
| I   | 1re nationale | 67     | 5      |       |         |
| II  | 2e nationale  | 29     | 3      |       |         |
| III | 3e nationale  | 17     | 3      | 1     |         |
| IV  | 4e nationale  | 8      | 1      | 6     |         |
| V   | 5e nationale  | 0      | 0      |       |         |
|     |               |        |        |       |         |
|     | TOTAUX        | 121    | 12     | 7     | 0       |

- TM Up : test-match pour départager des égalités, ou toutes formes de Barrages ou de Tour final pour une montée éventuelle.
- TM Down : test-match pour départager des égalités, ou toutes formes de Barrages ou de Tour final pour le maintien.

## Personnalités

### Entraîneurs
- Hickson (1895-97)
- Chartres (1897-00)
- Defalle (1900-02)
- Londot (1902-03)
- Menzies (1903-05)
- Chaudoir (1905-06)
- Houbrechts (1906-19)
- Hartley (1919-34)
- Bassleer (1934-47)
- Chantraine (1947-48)
- Perino (1948-50)
- Loos (1950-58)
- Dolgos (1958-60)
- Cornili (1960)
- Lejeune (1961)
- Sekulic (1961-64)
- Cornili (1964-66)
- Ceuleers (1966-67)
- Dupal (1967-68)
- Bassleer (1968)
- Agneessens (1969)
- Pavic (1969-71)
- V.Wegria (1971-75)
- Martens (1975-76)
- Baré (1976-78)
- Takač (1979-82)
- Carré (1982)
- V.Wegria (1983)
- Waseige (1983-92)
- Gerets (1992-94)
- Boccar (1994-96)
- Varga (1996-97)
- Quaranta (1997-98)
- B.Wégria (1998-00)
- Malbaša (2000)
- van Toorn (2001)
- Grosjean (2001-02)
- Depireux (2002)
- Leenaerts (2003)
- Renson (2003-05)
- Quain (2005)
- Quaranta (2005-10)
- Claesen (2010-octobre 2010)
- Kimoni (octobre 2010-janvier 2011)
- Kinet (janvier 2011-avril 2014)
- B.Wégria (avril 2014-juillet 2014)
- Bettagno (juillet 2014-janvier 2016)
- Czerniatynski (janvier 2016-juin 2016)
- Brogno (juillet 2016-juin 2019)
- Grosjean (juillet 2019-décembre 2019)
- Brncic  (décembre 2019-mars 2022)
- Gaëtan Englebert (mars 2022 - )

### Anciens joueurs les plus connus
- Leopold Anoul
- Logan Bailly 
(commencé sa formation au club)
- Zakaria Bakkali 
(commencé sa formation au club)
- Yves Baré
- Jean-Claude Bras
- Gianni Bruno 
(commencé sa formation au club)
- Danny Boffin
- Louis Carré
- Alexis Chantraine
- Paul Courant
- Claude Croté
- Jovan Ćurčić
- Éric Deflandre[18]
- Guy Delhasse
- Henri Depireux
- Jean-François De Sart
- Paul Deschamps
- Pierre Drouguet
- Gaëtan Englebert
- Luc Ernès
- Khalilou Fadiga
- Guillaume Gillet
- Moreno Giusto
- Emmanuel Godfroid
- Christophe Grégoire
- Roger Henrotay
- Jean-Marie Houben
- Victor Ikpeba
- Lasha Jakobia
- Christophe Kinet
- Jean-François Lecomte
- Jonathan Legear 
(commencé sa formation au club)
- Jean-Marie Letawe
- Nebojša Malbaša
- Cvijan Milošević
- José Moes
- Sunday Oliseh
- Louis Philips
- Luigi Pieroni
- Didier Quain
- Raphaël Quaranta
- Pascal Renier
- Edhem Sljivo
- François Sterchele
- Albert Sulon
- Gérard Sulon
- Benoit Thans
- Onder Turaci 
(commencé sa formation au club)
- Zvonko Varga
- Robert Waseige
- Bernard Wegria
- Victor Wegria

Pour les autres joueurs du club : voir la liste des joueurs du RFC de Liège.

## Anecdotes
- Premier champion de Belgique en 1896, le RFC Liège est toujours le 8e club de l'histoire du football belge (résultats cumulés) et en 5e position au nombre de titres de Champion (5 titres), derrière Anderlecht (34), le FC Bruges (15), l'Union St Gilloise (11) et le Standard (10) (7e au total si on tient compte des clubs aujourd'hui disparus : Beerschot (7 titres), Racing de Bruxelles (6) (bien que la Rhodienne ait repris le matricule) et le Daring de Bruxelles (5)).
- Le RFC Liège est aussi connu sous les noms de : Liège, RFC Liège, RTFCL, Football Club Liégeois, Club Luik (en néerlandais), FC Liegi (italien), FC Lieja (espagnol) et FC Lüttich (allemand).
- Le RFC Liège fut fondé en 1892 par les membres du Liége Cyclist's Union avaient organisé la même année la 1re édition de Liège-Bastogne-Liège (appelée alors Liége-Bastogne et retour) (L'organisation de la deuxième édition de « La Doyenne » fut confiée au Pesant Club Liégeois).
- Jean Loos est le seul entraineur wallon à avoir été deux fois de suite Champion de Belgique (1952 et 1953 avec le RFC Liégeois).
- Louis Carré détient toujours le record du nombre de sélections consécutives en équipe nationale belge: 50 sélections du 22 mai 1949 au 11 mars 1956, 56 sélections au total.

## Clubs amis
- Cercle Bruges KSV
- Royale Union Saint-Gilloise
- Vitesse Arnhem